# Olivier Peslier
Olivier Peslier, född den 12 januari 1973 i Château-Gontier i Mayenne, är en fransk jockey.

## Karriär
Olivier Peslier är verksam inom fransk galoppsport, men rider löp över hela världen. Från 10 års ålder deltog Peslier i ponnylöp innan han påbörjade en karriär som jockey. I många år har han varit en del av världseliten inom sitt yrke, och han har tagit över 3 500 segrar. Han är en av världens främsta jockeys, och har segrat i några av världens största galopplöp, bland annat i Prix de l'Arc de Triomphe, Epsom Derby, Breeders' Cup och Japan Cup.
Han är bland annat känd som jockey till stoet Goldikova, som är den enda hästen som segrade i tre raka upplagor av Breeders' Cup Mile (2008, 2009, och 2010).